# Gospodarstvo Bugarske
Gospodarstvo Bugarske predstavlja nacionalno gospodarstvo Republike Bugarske. Riječ je o gospodarstvu koje je između 1945. i 1989. bilo centralističko plansko te je bilo temeljeno na poljoprivredi i industriji. Organizacija je bila po uzoru na Sovjetski Savez, tako da je primjerice postojala kolektivizacija poljoprivrede, državno vlasništvo u industrijskom sektoru, petogodišnji razvojni planovi i sl. Raspadom komunizma i Istočnog bloka nastala je gospodarska kriza a njezin glavni razlog bila je nekonkurentnost na svjetskom tržištu (slaba produktivnost, zastarjela tehnologija, loša kvaliteta te loše upravljanje i nefleksibilnost velikih poduzeća). Također, država je u isto vrijeme zbog Zaljevskog rata izgubila poslove i imovinu u Iraku i Kuvajtu dok je susjedna Srbija prouzročila ogromnu štetu zbog politike izolacionizma.
To su bili razlozi koji su doveli Bugarsku do gospodarske depresije, velikog pada BDP-a te enormno visoke inflacije koja je 1997. godine premašila iznos od 500%. Zbog toga su provedene mnogobrojne mjere koje su uključivale privatizaciju industrije i liberalizaciju agrarne politike što je 1998. dovelo do rasta gospodarstva od 4% i smanjenja inflacije.
Stopa BDP-a po glavi stanovnika je mala u odnosu na europske okvire te stagnira duži vremenski period.

## Počeci
Prva moderna tvornica u Bugarskoj otvorena je 1836. u Slivenu a nakon 1860-ih nacionalno gospodarstvo se nalazi u konstantnom usponu. Tijekom 1930-ih opisivalo ga se kao gospodarstvo koje je vojno vezano uz Njemačku. Nakon što je Njemačka počela gubiti tijekom 2. svjetskog rata, bugarska ekonomija je pretrpjela strahovit pad.
U suštini, razdoblje od 1880. do 1945. bilo je obilježeno snažnom industrijalizacijom. Nakon toga dolazi era socijalizma u kojem se gospodarstvo i dalje industrializira, međutim, slobodna trgovinska razmjena je znatno smanjena dok je privatna tržišna inicijativa postala državno regulirana.

## Komunizam i njegov raspad
Tijekom komunističkog razdoblja velik dio bugarskog gospodarstva se odnosio na tešku industriju dok početkom 1980-ih biokemijski proizvodi i računala postaju značajni proizvodi. Budući da je tamošnja industrija bila zasnovana za tržišta SSSR-a i Varšavskog pakta, početkom 1990-ih dolazi do velike krize.
Raspadom komunizma dolazi do zaokreta vanjske trgovine prema zapadnoeuropskim zemljama. Primjerice, do 1990. godine, oko 80% bugarske vanjske trgovine odnosilo se na članice SEV-a, od čega je oko 50% otpadalo na Sovjetski Savez.
Gospodarske i druge reforme dovele su zemlju 2007. godine u članstvo Europske unije.

## Gospodarstvo

### Industrija
Na Bugarsku otpada oko 10% svjetske proizvodnje hidrauličkih pogona. Od ostalih proizvoda tu su strojevi, nuklearna energija, oružje te ostala vojna oprema i streljivo te drugi proizvodi i poluproizvodi. Zemlja je i najveći izvoznik električne energije u jugoistočnoj Europi. Oko 14% ukupne industrijske proizvodnje se odnosi na strojogradnju u kojoj je zaposleno oko 20% radne snage.
Bugarska industrija bila je pogođena strukturalnim promjenama gospodarstva. Tako se primjerice metalurški divovi po kojima je zemlja bila poznata te koji su zapošljavali najveći broj radnika, nisu našli u procesu restrukturiranja. Razlog tome bila je prednost koju je imala raznolika prerađivačka industrija. To je uzrokovalo povećanje nezaposlenosti te smanjenje udjela industrije u nacionalnom BDP-u.
Danas su glavne grane bugarske industrije kemijska i tekstilna industrija a slijede ju metalurgija, proizvodnja građevinskih materijala te prehrambena, strojarska, elektrotehnička i drvna industrija. Najveća industrijska područja su u Sofiji i okolice te uz Plovdiv, Ruse, Dimitrovgrad i Varnu.

#### Vojna industrija
Bugarska ima značajnu vojnu industriju a nju čine Arsenal AD (najstarija vojna industrija; proizvodnja vatrenog oružja i vojne opreme), TEREM (popravak vojnih vozila i letjelica), VZM (najveći vojno-industrijski kompleks u državi), Samel 90 (proizvodnja elektroničke i komunikacijske opreme), Armstechno NITI (dronovi i bespilotne letjelice), THOR Global Defense Group, OPTIX JSC, Državni vojno-tehnološki institut i dr.
Tijekom 2006. godine izvoz bugarskog oružja iznosio je preko stotinu milijuna USD dok je u 2014. taj iznos učetverostručen. Na području Bliskog istoka najviše se izvozi u Saudijsku Arabiju i Irak a veliki ugovori sklopljeni su i s Izraelom, Katrom te Ujedinjenim Arapskim Emiratima. Jedan od većih kupaca je i Indija a na afričkom kontinentu prednjači Uganda.
U razdoblju od kraja srpnja do sredine kolovoza 2015. na sofijskom aerodromu su viđeni saudijski i emiratski transportni zrakoplovi koji su prevozili kupljeno bugarsko oružje i streljivo u ratne zone Sirije i Jemena. Te milijunske kupovine oružja financirali su Saudijska Arabija, UAE i SAD. Zakoni i embargo su se zaobilazili na način da je oružje službeno prodano saudijcima i emiraćanima a nakon toga je krijumčareno na bliskoistočne zone konflikta. Sve to otkrila je Balkanska istraživačka mreža (BIRN).

### Poljoprivreda
Osim tradicionalnih proizvoda po kojima je Bugarska poznata (voće, povrće, cvijeće, ružino ulje, pšenica, kukuruz i grožđe), sve veće značenje imaju komercijalne kulture kao što su duhan i suncokret. Također, zbog prodora na svjetsko tržište, sve se više proizvode mliječni proizvodi (jogurt, kefir, kozji sirevi) i vina.

#### Stočarstvo
Stočarstvo je najvažnije u rodopskom području.

### Rudarstvo
Rudarstvo je od izuzetne važnosti za Bugarsku a među rudnim bogatstvima, najvažnija su nalazišta bakra, ugljena, željezne rude, cinka i olova. Važna su i nalazišta lignita čija proizvodnja iznosi 95,7% od ukupnog outputa. Tijekom nekoliko posljednjih godina, bugarski rudarski sektor je privukao značajne domaće i strane ulagače. Mnoge tamošnje tvrtke ulažu u iskustvo vezano uz vađenje i preradu resursa.

### Turizam
Jedan od oslonaca bugarskog gospodarstva je turizam. Na Crnom moru je razvijen kupališni dok je lječilišni smješten u unutrašnjosti uz mnogobrojna termalna vrela (kojih Bugarska ima preko 500). Također, tu je i zimski turizam u planinama.
Zemlju krase i slikoviti krajolici u Rodopima i Staroj planini, špilje i glacijalna jezera. Bogato kulturno nasljeđe uključuje očuvane manastire među kojima je najpoznatiji Rilski.

## Prodaja putovnica
Bugarska jedna je od mnogih država (uz Cipar, Mađarsku, Maltu i dr.) koje nude mogućnost kupnje putovnice za strane državljane. Za nju je potrebno izdvojiti 150.000 funti te boraviti u zemlji dva dana te nije potrebno u njoj živjeti i raditi.

## Trgovinske organizacije
Bugarska je od 1. prosinca 1996. učlanjena u Svjetsku trgovinsku organizaciju poznatiju kao WTO te je njena punopravna članica. Također, država je 1. siječnja 2007. zajedno s Rumunjskom postala članicom Europske unije, međutim, nije ušla u eurozonu. Također, Bugarska je tijekom 2012. (uz još četiri članice) prekinula s pripremama za uvođenje eura zbog pogoršanja ekonomskog stanja u EU i sve neizvjesnije budućnosti eurozone. Tadašnji bugarski ministar financija Simeon Đankov izjavio je da "trenutačno ne vidi nikakve koristi od ulaska u eurozonu, osim troškova".

## Vanjska trgovina
Prema podacima iz 2015. godine, izvoz zemlje je iznosio 24,33 milijardi dolara a glavni bugarski izvozni partneri su Njemačka, Italija, Turska, Rumunjska, Grčka i Francuska koji čine gotovo polovicu bugarskog izvoza.
S druge strane, Bugarska je 2015. uvezla robe u vrijenosti 27,66 milijardi USD čime je ostvaren trgovinski deficit od 3,33 milijarde dolara. Četvrtinu ukupnog uvoza država ostvaruje s Njemačkom i Rusijom.

## Vanjske poveznice
- Bugarska Proleksis enciklopedija
- Bugarska Hrvatska enciklopedija